# Andreas Spengler
Andreas Spengler es un médico e investigador alemán que realizó, durante los años 1974 y 1975, un conocido estudio sociológico en el Institut für Sexualforschung, de Hamburgo, Alemania, sobre el sadomasoquismo en los varones. 
Uno de los aspectos más relevantes del citado estudio, consistió en ser el primero en acercarse de forma empírica y contando con las modernas técnicas sociológicas a la temática del sadomasoquismo y oponer sus resultados a los supuestos y conclusiones del estudio realizado por Krafft-Ebing, que hasta ese momento era de forma incontestada la máxima autoridad médico-científica en la materia. Encuestas más recientes se miran todavía a los resultados de Spengler. 
Otras actividades profesionales y científicas de Spengler son la alimentación psiquiátrica ambulatoria en Alemania, los procedimientos imperativos a enfermos psíquicos y los delitos sexuales.